# You All Over Me
"You All Over Me" é uma canção gravada pela cantora e compositora estadunidense Taylor Swift com participação da cantora estadunidense Maren Morris, lançada pela Republic Records em 26 de março de 2021, como o segundo single de Fearless (Taylor's Version). A canção foi escrita originalmente por Swift e Scooter Carusoe em 2008, e foi produzida por Swift e Aaron Dessner.